# Хабершем (округ)
Ха́бершем (англ. Habersham County) — округ штата Джорджия, США. Население округа на 2000 год составляло 35 902 человек. Административный центр округа — город Кларксвилл.

## История
Округ Хабершем основан в 1818 году.

## География
Округ занимает площадь 720 км².

## Демография
Согласно Бюро переписи населения США, в округе Хабершем в 2000 году проживало 35 902 человек. Плотность населения составляла 49.9 человек на квадратный километр.